# 橄榄苦苷
橄榄苦苷（英語：Oleuropein）又称齐墩果苷，是一种从油橄榄中提取得到的一种裂环烯醚萜糖苷，其英文名源自油橄榄学名”Olea europaea”。该物质具有苦味，也是生橄榄果实苦味来源。因此需要对其去除才能成为可食用橄榄，常见去除方法有碱液浸泡法等。
橄榄苦苷于1980年由F.B.鲍尔以及F.图蒂在橄榄果中发现。1970年，井上等日本学者在日本女贞（Ligustrum japonicum）树中分离出了橄榄苦苷，并确定了其结构。

## 结构与性质
橄榄苦苷在化学上是一种裂环烯醚萜糖苷兼多酚类化合物，在结构上由羟基酪醇、橄榄烯醇酸和一个葡萄糖残基组成。
橄榄苦苷纯品为是一种无色或棕黄色的水溶性粉末，其在酸性条件中较为稳定，在碱性中极易水解，在pH=10时开始水解，到pH=14则完全水解，在强酸强碱中水解产物均为羟基酪醇和橄香酸。纯品最高分解温度为253.3°C，到550℃前完全分解。但橄榄苦苷水溶液在95℃下即可开始分解。橄榄苦苷溶液受到短波紫外光（UVC）照射会迅速发生降解。
在从未成熟的橄榄中提取橄榄苦苷时，其容易受β-葡萄糖苷酶作用发生降解，因此需要将酶进行灭活才能提取。同时在橄榄成熟过程中，橄榄苦苷会被酶水解产生橄榄成熟标志物橄榄酸，使得橄榄苦味消失。

## 分布和生物合成
油橄榄全株均含有橄榄苦苷，其中橄榄叶是主要的来源，同时在橄榄油以及果实中含量也高达14%（干重）。除了油橄榄，橄榄苦苷同时也存在于许多木犀科植物中。
橄榄苦苷在植物中由香叶基二磷酸（GPP）等原料得到，GPP经过香叶醇合成酶转化成香叶醇、香叶醇经氧化成脱氧马钱酸中间体后进一步转化为女贞苷，女贞苷与酪醇结合就形成橄榄苦苷。亦或者酪醇经橄榄苦苷-糖苷配基二醛（3,4-DHPEA-EDA）中间体形成橄榄苦苷元，橄榄苦苷元在葡萄糖基转移酶作用下转化为橄榄苦苷。橄榄苦苷同时也可以经过葡萄糖苷酶水解得到橄榄苦苷元，或者与二甲基橄榄苦苷之间进行相互转化。

## 食用橄榄加工
在橄榄成为食用橄榄之前需要经过除去苦味等工艺处理，其中常用的去除苦味工艺就有碱液法和盐水发酵法等。当橄榄浸泡在碱液中时会导致橄榄苦苷等物质发生酯水解，同时碱性条件增加了水解产物的溶解度，促使其释放到碱液中。如果在这一过程注入空气，碱性条件下则会加速包括橄榄苦苷在内的酚类物质的氧化导致橄榄变黑，该法也被称为加州法（California process）。
加州法需要多次更换碱液直到苦味消失，耗水量大且产生有毒废水。为了克服这一缺点，近年来也开发了利用阳离子交换树脂直接从盐水中吸附橄榄苦苷等苦味物质的方法。
工业上有时也会采用葡萄糖酸亚铁处理青橄榄形成黑色的腌制橄榄。在这一过程中，亚铁离子与多酚物质形成黑色复合物，使得橄榄变黑，同时亚铁离子也会催化氧化羟基酪醇，使得其含量减少。

## 相关研究应用
橄榄苦苷作为一种天然活性物质，具有诸多生物活性。现已有大量关于橄榄苦苷针对肥胖、糖尿病、心血管疾病、神经退行性疾病、癌症、炎症、细菌感染以及抗氧化性的体内外研究。同时含有橄榄苦苷的橄榄油提取物在化妆品领域也可作为防晒剂使用。